# جيوفاني بوكاتشيو
جوفاني بوكاتشو (بالإيطالية: Giovanni Boccaccio) (عاش 1313 – 21 ديسمبر 1375) (النطق الإيطالي: [bokˈkattʃo]) كان مؤلفاً وشاعراً إيطالياً، وصديقًا وتلميذًا ومُراسلاً للكاتب فرانشيسكو بتراركا، وكان شخصية هامة في إنسانية النهضة ومؤلف عدد من الأعمال البارزة بما فيها ديكاميرون، عن نساء شهيرات، وشعره بالعامية الإيطالية. ويبرز بوكاتشو بصفة خاصة لحواراته، التي قيل عنها أنها تبز في محاكاة الواقع تقريباً كل معاصريه، لأنهم كانوا كتاب العصور الوسطى وكثيراً منهم اتبعوا أنماطاً جامدة للشخصيات والحبكة.

## النشأة ونابولي

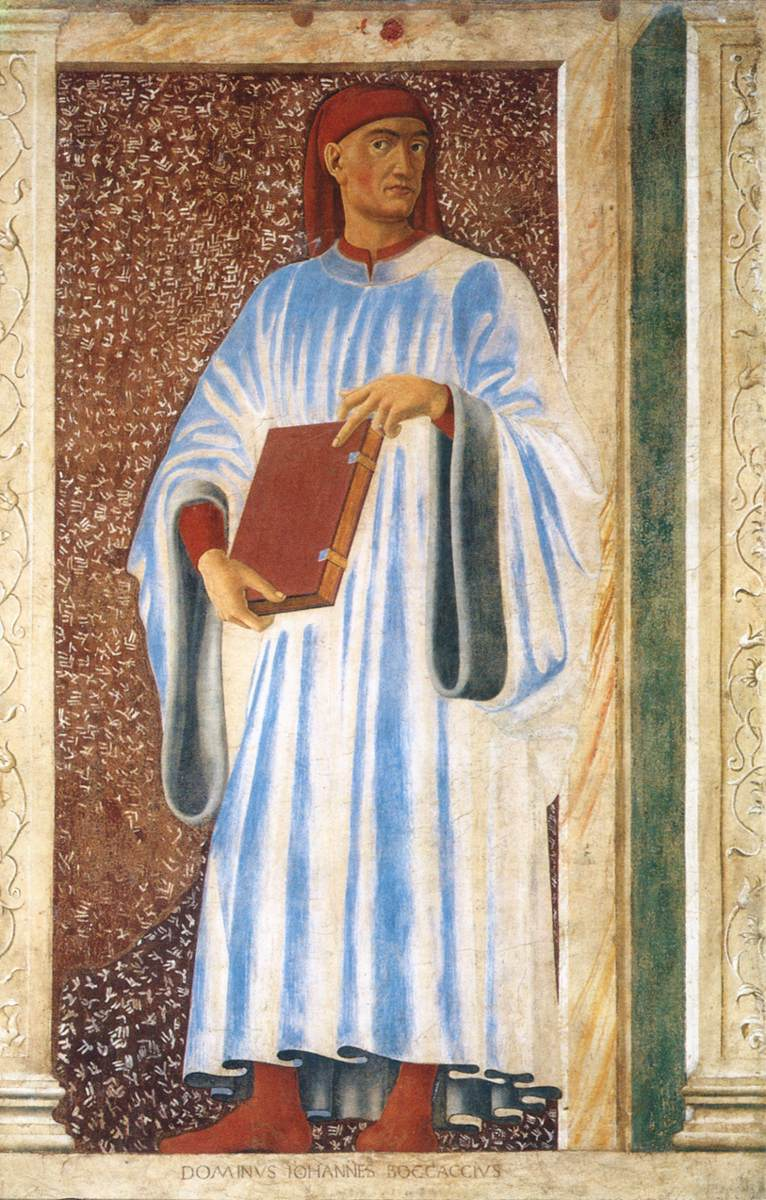
أندريا دل كاستانيو، جوفاني بوكاتشو، تفصيلة من دورة الرجال والنساء اللامعين, تصوير جصي، 1450، معرض أوفيزي، فلورنسا.

وكان بوكاتشيو قد بدأ حياته في باريس. وكان مولده ثمرة غير مقصودة لاتفاق حبي بين أبيه- وهو تاجر فلورنسي-وفتاة فرنسية لا يعرف أسمها على وجه التحقيق، وأخلاقها موضع للريبة. ولعل مولده غير الشرعي، وأصله النصف الفرنسي، قد تعاونا على تكييف أخلاقه وتاريخ حياته. وجئ به وهو طفل إلى تشرتالدو القريبة من فلورنسا حيث قضى طفولة غير سعيدة مع زوجة أبيه، ثم أرسل وهو في العاشرة من عمره إلى نابولي (1323)، حيث أعد الحياة المال والتجارة، وفيها سرى في نفسه كره حياة المال والتجارة، كما سرى في نفس بترارك كرهُ القانون، وجهر بأنه يفضل عليها الفقر والشعر، وانهمك في قراءة أوفد، وأعجب أشد الإعجاب بـ التحولات والهيرودات، وحفظ عن ظهر قلب الجزء الأكبر من فنون الحب الذي يقول فيه:
» إن أعظم الشعراء جميعاً يكشف كيف يمكن أن تلتهب نار فينوس المقدسة في أشد الصدور برودا«. فلما عجز أبوه عن أن يرغمه على حب المال أكثر من الجمال أجاز له أن يترك الأعمال التجارية والمالية على شريطة أن يدرس القانون الكنسي. ووافق يوكاتشيو على هذا الشرط ولكن عقله كان قد نضج للكتابة في الغرام.

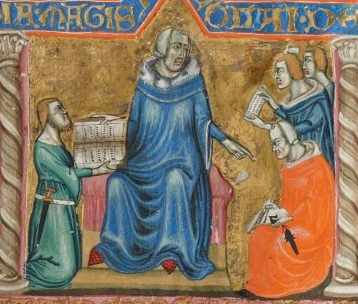
كريستوفورو أوريمينا، الملك روبرتو دأنجو محاط بكتابه ، مصغر، القرن الرابع عشر. كان الملك متعلماً وديناً جداً، مع زوجته سانكيا أراغونا، قد أمضى محكمة رائعة، آخر روعة عظيمة من أنجفين نابولي قبل الحروب الأهلية تحت قيادة جيوفانا الأولى.

وكانت أكثر النساء مرحاً في نابلي هي ماريا داكوينو وهي أبنة غير شرعية للملك الحكيم. ولكن زوج أمها قبل أن تكون ابنته. وتعلمت الفتاة في دير للنساء، ثم تزوجت وهي في الخامسة عشرة من عمرها بكونت أكوينو ولكنها لم تجد فيه ما يفي بحاجتها، فشجعت عدداً من العشاق واحداً بعد واحد لكي يسدوا ما تجده من نقص، وينفقوا ما لهم في ترفها وزينتها. وأبصرها بوكاتشيو أول مرة في قداس سبت النور (1331)، بعد أن مرت أربعة من أعياد الفصح على العيد الذي كشف فيه بترارك لورا في ظروف مواتية مقدسة شبيهة بهذه الظروف. وبدت له أجمل من أفروديت، » فلم يكن في العالم كله أجمل من شعرها الأشقر، ولا شئ أكثر إغراء من عينيها الخبيثتين«، وأطلق عليها أسم فيامتا -اللهب الصغير- وكان يتوق لأن يحرق نفسه بنارها. ونسى في هيامه بها القانون الكنسى، وانمحى من ذاكرته كل ما حفظه في حياته من الوصايا، وقضى شهوراً طوالا لا يفكر إلا في الطريقة التي تقربه منها. وكان يذهب إلى الكنيسة منفرداً لعله يراها فيها، ويذرع الشارع المقابل لنافذتها غادياً رائحاً، ورحل ينتظر حتى فرغت من المال جيوب غيره، ثم سمحت له أن يتغلب عليها. وقضت معه عاماً كلفه المال الكثير وأضعف من حدة شهوته، وشرعت هي تشكو من أنه يتطلع إلى غيرها من النساء، هذا إلى أن موارده المالية قد نضب معينها فأخذت الشعلة الصغيرة تبحث عن موارد للمال جديدة، وانزوى بوكاتشيو في زوايا الفقر.
وأكبر الظن أنه كان قد قرأ لبترارك كتاب الأغاني ولدانتي كتاب الحياة الجديدة، وشاهد ذلك أن قصائده الأولى كانت كقصائدهما أغاني مفعمة بالحنين، والحرقة، والهيام الشديدة. وكانت كثرتهما موجهة إلى فيامتا. ومنها عدد قليل يصف هياماً أقل من هذا الهيام لوعة. وكتب فيها رواية نثرية مملة تدعى فيلوكوبا اقتبسها من إحدى روايات العصور الوسطى الغرامية وهي الزهرة والزهرة البيضاء. وكان أجمل منها قصة فيلوستراتا التي روى فيها في شعر رائع متألق كيف أقسمت كريسيدا أن تكون وفية لترويلس طوال حياتها، وكيف أسرها اليونان، وكيف أسلمت نفسها بعد قليل من الوقت إلى ديوميد بحجة أنه» فارع الطول، قوي، جميل«وأنه سهل المنال. واختار بوكاتشيو أداة له الموشحات ذات الثمانية الأبيات أوتافيا ريما التي كانت مثالاً أحتذاه بولتشي وبوياردو، وأريوستو. وهي قصة شهوانية سافرة مؤلفة من 5,400 بيت من الشعر، تصل إلى ذروتها حين «تطرح كريسيدا ثيابها وتلقى بنفسها وهي عارية في أحضان حبيبها». ولكن القصة إلى هذا دراسة نفسانية رائعة لصنف من النساء-خائن في قلة، مغرور في مرح، وتختم بعبارات أضحت الآن واسعة الانتشار في التمثيليات الغنائية. «إن الفتاة الشابة طائشة، تشتهى كثيراً من العشاق، تقدر جمالها أكثر مما تنبئها به مرآتها، مختالة فخورة... لا تعرف كنه الفضيلة ولا الذكاء، قلقة على الدوام كالريشة في مهب الريح».

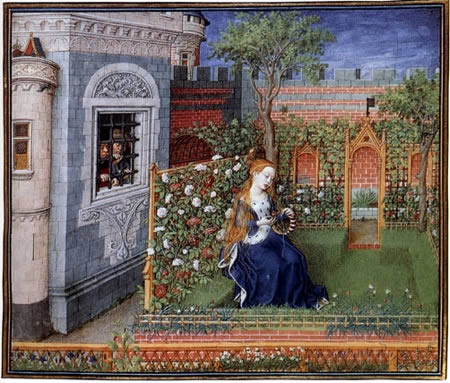
إميليا في حديقة الورود، مخطوطة فرنسية من حوالي 1460

وكأنما أراد بوكاتشيو أن يقضى على تمنع فيامتا بوطأة الشعر لا غير، فأهدى إليها بعد قليل من الوقت ملحمة شعرية يبلغ طولها طول الإلياذة تماماً. وتروى هذه الملحمة ما وقع من التنافس الدموي بين أخوين هما باليمون وأرتشيته بسبب حبهما لإميليا، ثم موت الذي انتصر منهما في أحضان حبيبته، ثم قبولها المهزوم بعد التريث الواجب. غير أن حب الأبطال نفسه يهن بعد نصف أبيات القصة البالغ عددها 9896، وفي وسع القارئ الإنجليزي أن يقنع بالموجز المحكم الذي وضعه تشوسر لهذه القصيدة في قصة الفارس.
وغادر بوكاتشيو نابلي إلى فلورنسا في أوائل عام 1341. وبعد شهرين من ذلك الوقت قدم بترارك إلى بلاط الملك روبرت، وتفيأ بعض الوقت ظلال هذا المليك، ثم سار في طريقه يبحث عن تاج أمير الشعراء في روما.

## فلورنسا

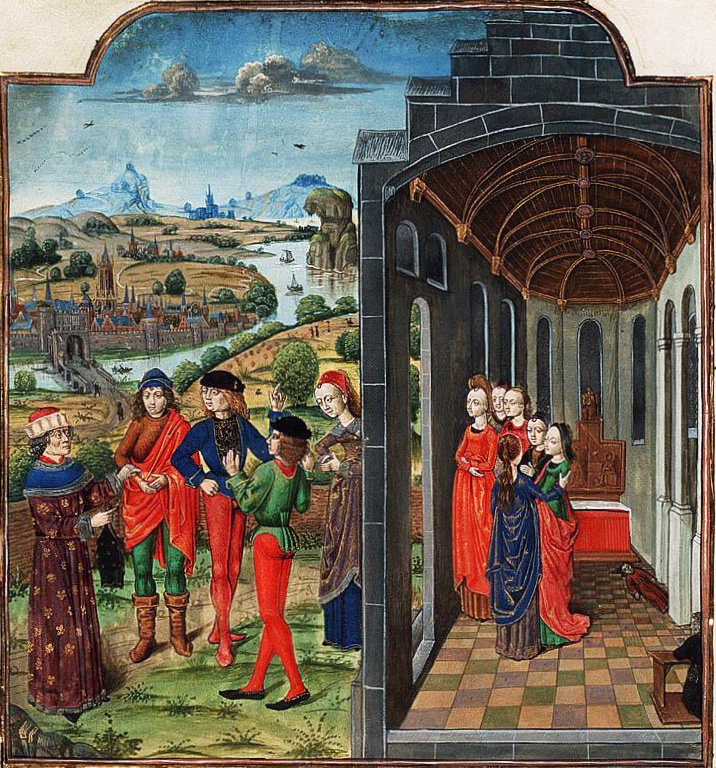
جوفاني بوكاتشو و الفلورنسيين الفارين من الطاعون

كانت فلورنسا هي المدينة التي أحرزت فيها الآداب الإيطالية أعظم انتصاراتها، ففيها خلع غندسلي وكفلكنتي في أواخر القرن الثالث عشر على الأغنية صورتها المصقولة، وأرسل دانتي الشاعر الفلورنسي أولى نغمات شعر الملاحم الإيطالي وآخرها في الحنين إلى فلورنسا وإن لم ينشد هذه النغمات فيها نفسها، وفيها ألف بوكاتشيو أعظم كتاب في النثر الإيطالي، وكتب جوفاني فلاني أكثر تواريخ العصور الوسطى الإخبارية اتفاقاً مع النزعة التاريخية الحديثة. ذلك أن فلاني زار روما أيام الاحتفال بعيد عام 1300 وتأثر كما تأثر غيبون فيما بعد بما خلفه ماضيها العظيم من أطلال خربة فخطر له في تلك اللحظة أن يسجل تاريخ المدينة، ثم رأى أن روما قد نالت كفايتها من تخليد ذكراها، فحول فكره إلى موطنه الأصلي وقرر أن «يحشد في هذا المجلد... جميع ما وقع في مدينة فلورنسا من أحداث... وأن يقص أعمال أهل فلورنسا كاملة، وأن يورد في إيجاز الشئون الهامة في سائر العالم».
واستقر بوكاتشو في فلورنسا عام 1340 وظل يطارد المرأة في الحياة والشعر والنثر. فقد أهدى امورازا فزيوني إل فيامتا واسترجع في 4400 بيت أيام صلتهما السعيدة. وينطق بوكاتشيو فيامتا الأميرة غير الشرعية المولد في رواية نفسانية بقصة أنحرافها مع بوكاتشيو وتحلل نشوات الحب القوية، وآلام العاطفة، والغيرة، والهجران بتفصيلات وافية، وحين يؤنبها ضميرها على عدم وفائها تتمثل أفروديتي تؤنبها على جنبها وتقول: "لا تجبني وتقولي إن لي زوجاً وإن القوانين المقدسة والوعود تحرم هذه الأشياء عليَّ لأن هذا كله غرور كاذب واعتراضات حمقاء طائشة على قوة الحب. ذلك أن الحب يفرض قوانينه الأبدية كأنه أمير قوي عظيم، ولا يبالي بغيرها من القوانين التي هي أقل منها شأنا، والتي يراها قواعد منحطة دنيئة. ويسيء بوكاتشو استخدام قلمه فيختم كتابه بأن ينطق فيامتا تمجيداً له وتعظماً بأنه هو الذي هجرها وليست هي التي هجرته. ويعود بوكاتشيو إلى الشعر فينشد في نيفالي فيزولانو حب أحد الرعاة لكاهنة من كاهنات ديانا، ويصف في دقة العاشق الواله ظفره بها بحماسة الذي بنى عليه ديكاميرون.

## ديكاميرون

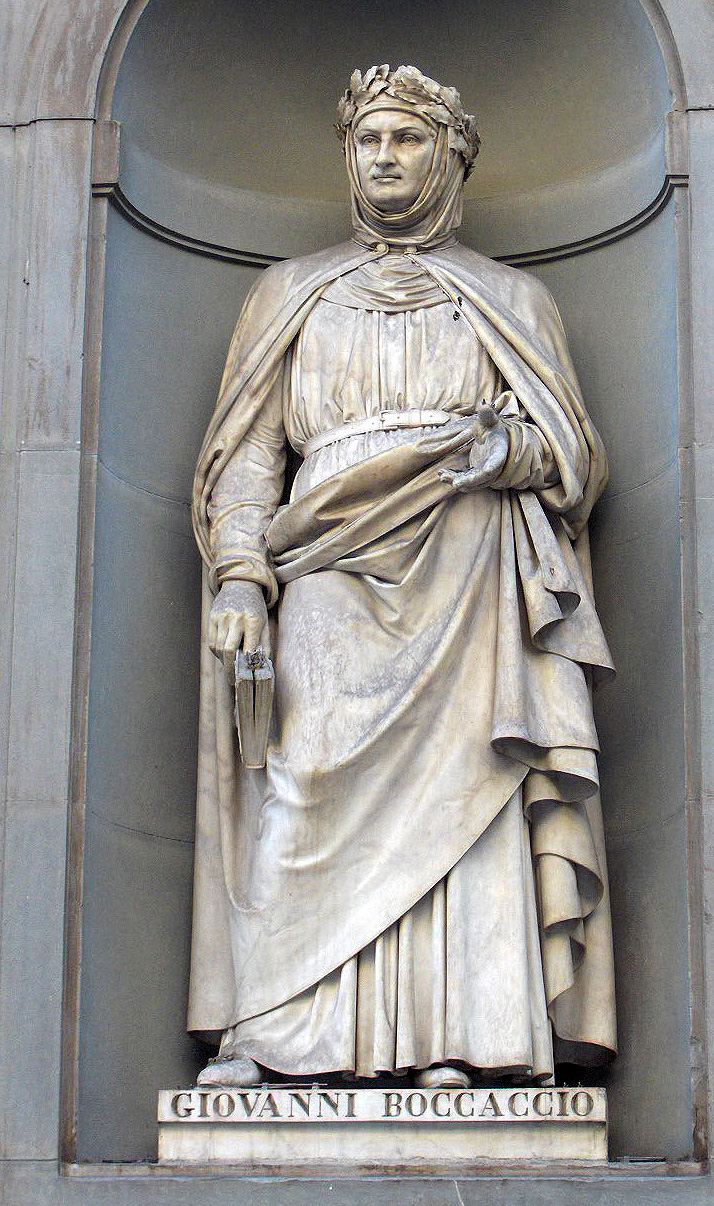
تمثال بوكاتشو في اوفيتسي

وقد بدأ بوكاتشيو يكتب هذه السلسلة الذائعة الصيت والمتصلة الحلقات من قصص الإغواء بعد طاعون عام 1348 بزمن قليل. وكان وقتئذ في الخامسة والثلاثين من عمره وكانت حرارة الشهوة قد نزلت من الشعر إلى النثر، وشرع يدرك ما في مطاردة النساء الجنونية من فكاهة. ويبدو أن فيامتا نفسها قد ماتت بالطاعون، وأن بوكاتشيو قد هدأ هدوءاً يكفي لأن يستخدم الاسم الذي أطلقه عليه ليسمى به واحدة من أقل الفتيات الروايات في كتابه. ولم ينشر الكتاب كله إلا في عام 1353 وإن كان بعضه قد نشر من غير شك على أجزاء متقطعة، وشاهد ذلك أن المؤلف يجيب وهو يمهد لليوم الرابع عما وجه إلى القصص السابقة من نقد. والكتاب في صورته التي لدينا الآن مؤلف من مائة قصة، مائة قصة كاملة. ولم يكن يقصد بها أن يقرأ عدد كبير منها دفعة واحدة، وما من شك في أنها وقد نشرت متتابعة قد اتخذت موضوعات للسمر في كثير من الأماسي الفلورنسية. وتصف المقدمة ما كان للموت الأسود الذي اجتاح أوروبا بأكملها في عام 1348 وما بعدها من آثار في مدينة فلورنسا. ويبدو أن المرض قد نشأ من خصب السكان الآسيويين وقذارتهم وما انتابهم من الفقر بسبب الحرب، والضعف بسبب المجاعة، فامتد الوباء من بلاد العرب إلى مصر، ومن البحر الأسود إلى روسيا وبلاد بيزنطية، ثم نقله تجار البندقية، وسرقوسة، وبيزا، وجنوة، ومرسيليا وسفنها من القسطنطينية والإسكندرية وغيرهما من ثغور الشرق الأدنى بمساعدة البراغيث والفئران إلى إيطاليا وفرنسا. وأكبر الظن أن سني القحط المتعاقبة التي حلت بأوربا الغربية -1333-1334، 1337، 1342، 1345-1347- قد أوهنت ما كان للفقراء من قوة المقاومة، ثم نقل الوباء إلى سائر الطبقات. وانتشر الوباء في صورتين: طاعون رئوي مصحوب بحمى عالية، وبصاق دموي ويؤدي إلى الموت في خلال ثلاثة أيام من بدء الإصابة، ودملي مصحوب بحمى وخراجات وجمرات ويؤدي إلى الموت في خلال خمسة أيام. وقضى الطاعون في هجماته المتعاقبة على نصف سكان إيطاليا بين عامي 1348 و 1365 وكتب مؤرخ إخباري حوالي عام 354 يصفه فقال: لم يكن يصحب الجثث إلى قبورها أحد من أهل المتوفى أو أصدقائه القساوسة أو الرهبان، ولم تطن تتلى عليها صلاة الجنازة... وحفرت في كثير من أنحاء المدينة خنادق ألقيت فيها الجثث، وغطيت بطبقة رقيقة من التراب، وتلتها طبقة بعد طبقة حتى امتلأ الخندق ثم بدئ بحفر خندق جديد. وقد دَفَنْتُ أنا أنيولو دي تورا ... بيدي خمسة من أبنائي في خندق واحد، وفعل هذا بعينه كثيرون غيري. وكانت الطبقة التي غطيت بها جثث بعض الموتى رقيقة إلى حد جعل الكلاب تخرجها وتنهشها، وتنشر أعضاءها في جميع أنحاء المدينة. ولم تدق أجراس، ولم يبك الموتى مهما فدح الخطب لأن كل أنسان تقريباً كان يترقب الموت... وكان الناس يقولون إن «هذه هي آخر العالم» يؤمنون بما يقولون.

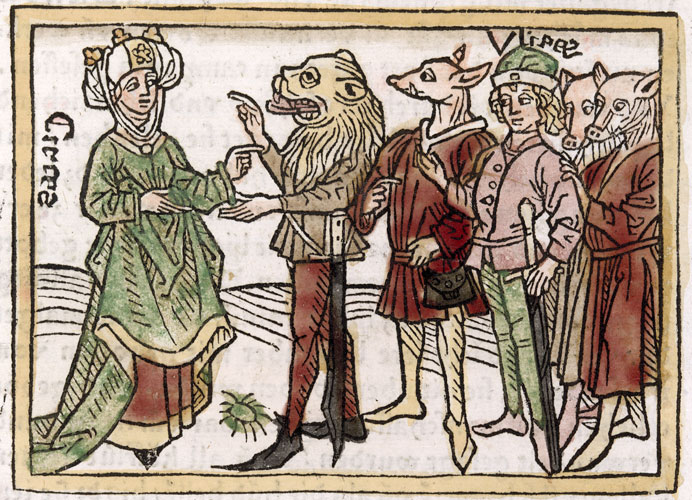
رسم توضيحي، بريشة تشرتشه، لإحدى النساء المعروضات ضمن سِيـّر عام 1374 لمائة وست امرأة شهيرة، De Claris Mulieribus، بقلم بوكاتشو – من ترجمة ألمانية في 1541

ويقول ماثيو فلاني إن ثلاثة من كل خمسة من سكان فلورنسا ماتوا بين شهري إبريل وسبتمبر من عام 1348، وقدر بوكاتشو عدد من مات من أهل فلورنسا بستة وتسعين ألفا، وتلك بلا ريب مغالاة واضحة لأن سكان المدينة لا يكادون يزيدون وقتئذ على مائة الف. ويبدأ بوكاتشو كتاب ديكاميرون بوصف مروع للطاعون يقول فيه:

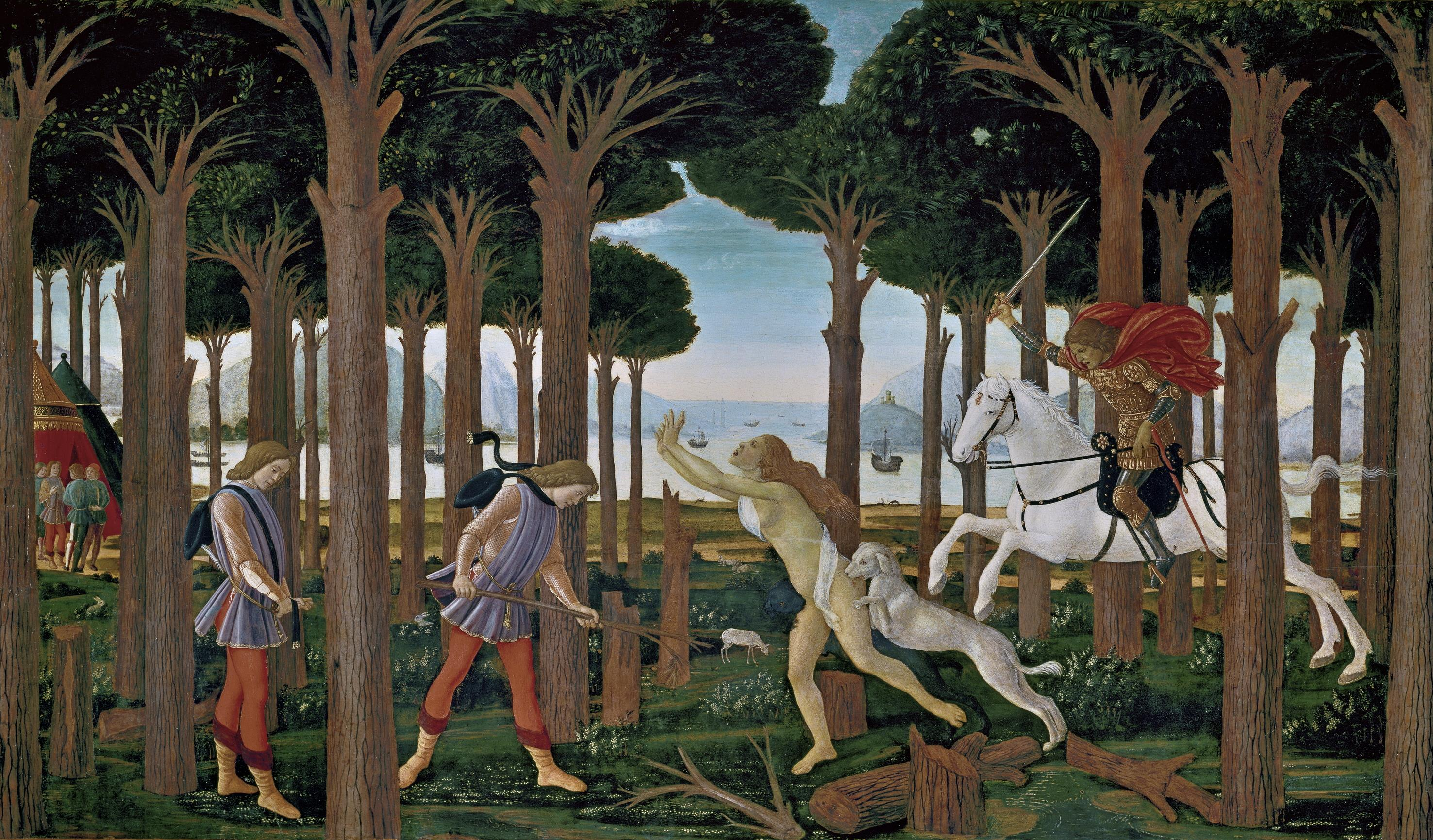
تفسير بوتيتشلي لإحدى قصص ديكاميرون.

ولم يكن الاتصال بالمرضى أو التحدث إليهم وحدهما ينقلان العدوى إلى الأصحاء، بل يبدو أن مجرد لمس ثياب أولئك المرضى أو أي شئ آخر مسوه أو استعملوه كان يكفي لنقل المرض... وكان أي شئ مما يملكه الموتى أو المصابون بهذا الوباء إذا أمسه حيوان... مات بعد وقت قليل... وتلك أمور شاهدتها بعيني رأسي. وقذفت هذه المحنة الرعب في قلوب الناس جميعاً... فتخلى الأخ عن أخيه، والعم عن أبن أخيه.. وكثيراً من هذا وما لا يكاد يصدقه العقل، وهو أن بعض الآباء والأمهات رفضوا أن يزوروا أبناءهم أنفسهم أو يعنوا بهم كأنهم ليسوا منهم... وأفترس المرض في كل يوم آلافاً من عامة الشعب لأنهم لم يجدوا من يرعاهم أو يعمل لإنقاذهم، وماتوا وهم لا يكادون يجدون ملجأ أو معونة. ولفظ الكثيرون منهم آخر أنفاسهم في الطرقات، ومات كثيرون غيرهم في بيوتهم ولم يعرف جيرانهم خبر موتهم إلا من رائحة أجسامهم المتعفنة لا من أية وسيلة أخرى، وامتلأت المدينة بهؤلاء وأولئك وغيرهم من الأموات. وأخرج الجيران جثث الموتى من منازل اصحابها ووضعوها أمام أبوابها مدفوعين إلى ذلك بخوفهم أن يتعرضوا هم للخطر بسبب تعفن هذه الجثث لا بأي شعور بالرحمة نحو هؤلاء الأموات، ولهذا كان المارة وبخاصة في الصباح يرون من الجثث ما يخطئه الحصر. وكانوا حينئذ يجيئون بالتوابيت فإذا أعوزتهم جاءوا بألواح من الخشب وحملوا عليها. ولم يكن الأمر مقصوراً على أن يحمل التابوت الواحد جثتين أو ثلاث جثث متجمعة، أو أن يحدث هذا مرة واحدة، بل إنك لتستطيع أن تجد توابيت كثيرة وقد وضع فيها الزوج وزوجته، وأخوان أو ثلاثة أخوة، وأب وابنه، وما إلى هذا وأمثاله... ووصل الأمر إلى حد لم يكن الناس معه يحصون من مات من الخلائق إلا كما يحصى الناس عدد الماعز في هذه الأيام.

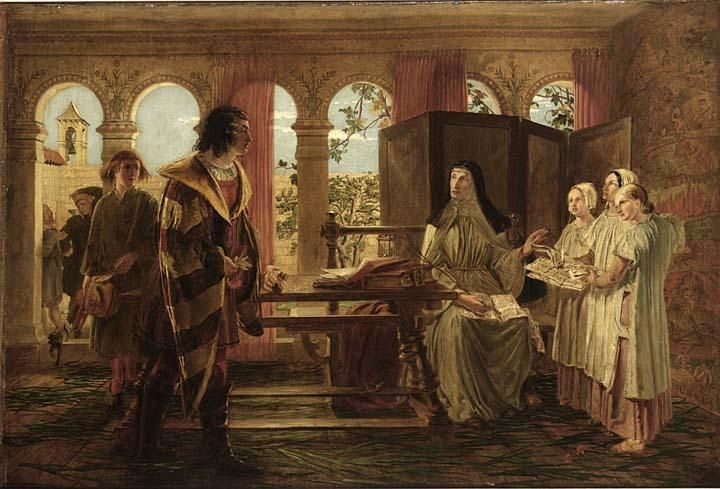
وليام بل سكوت، بوكاتشيو يزور أبنة دانتي، رسم زيتي، سنة غير معروفة.

ويرسم بوكاتشو صورة كتابه ديكاميرون من مناظر الخراب السالفة الذكر، وقد وضعت خطة إخراجه في "كنيسة سانتا ماريا نوفلا المعظمة " على أيدي "سبع فتيات ترتبك كل منهن بالأخريات برباط الصداقة أو الجيرة أو القرابة، وقد استمعن توا إلى القداس. وتتراوح أعمارهن بين الثامنة عشرة والثامنة والعشرين من العمر ". وكلهن ذوات فطنة، ونبل، وجمال، وآداب عالية، مرحات مرحا يزينه الشرف. "وتقترح إحداهن أن يقللن من خطر عدوى الطاعون بالرجوع إلى بيوتهن الريفية مجتمعات لا فرادى، وأن يأخذن معهن خدمهن، وأن يتنقلن من بيت ريفي إلى آخر وأن "يستمتعن بالمرح واللهو الذي يتيحه ذلك الفصل من فصول السنة... فهناك نستطيع أن نستمع إلى تغريد الطير، ونرى التلال والسهول وقد اكتست بحلة سندسية، والحقول وقد امتلأت بالقمح يتماوج فيها تماوج ماء البحر، وفيها نرى آلافا من أنواع الثمر، ونشاهد وجه السماء مبسوطا للناظرين، لا يحجب عنا جماله، وإن كان مغضبا علينا ". وتوافق الفتيات على هذا الاقتراح، ولكن فيلومينا تدخل عليه بعض التحسين فتقول: "إننا نحن النساء متقلبات، عنيدات، شديدات الريبة، خوارات العود " ولهذا فقد يكون من الخير أن يكون معنا بعض الرجال. وساقت إليهن الأقدار في تلك اللحظة ثلاثة رجال "ثلاثة شبان دخلوا عليهن الكنيسة... لم تقو صروف الزمان، أو فقد الأهل والأصدقاء... أن تنال منهن فتطفئ... نار الحب الملتهبة في قلوبهم ... وكانوا جميعاً ذوي لطف وأدب جم وتربية عالية، وقد خرجوا جميعاً يبحثون عن أعظم سلوى لهم... وهي رؤية عشيقاتهم، واتفق أن كانت أولئك العشيقات الثلاث من بين السبع الفتيات السالفات الذكر ". وتشير بمبينيا على صاحبتها أن يدعى أولئك الشبان للأنضمام إلى جماعتهن فيخرجوا معهن إلى الريف، وتخشى نيفيلي أن يؤدي هذا إلى القيل والقال، فترد عليها فلومينا بقولها: "ما دمت أحافظ على شرفي، ولا أفعل ما يؤنبني عليه ضميري، فلست أبالي بما يقول الناس غير هذا ".

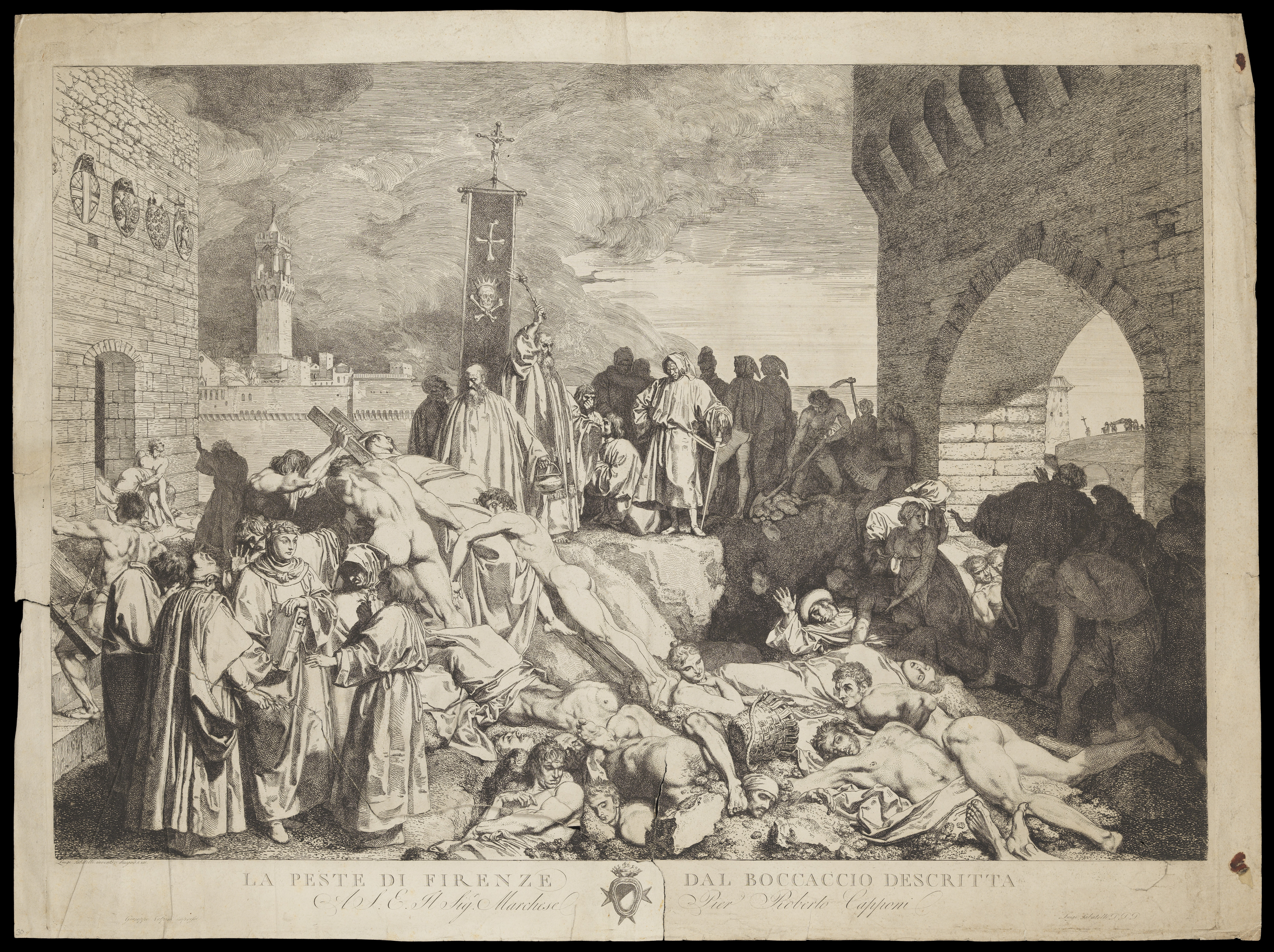
لويجي ساباتيلي، طاعون فلورنسا عام 1348، نقش الطبعة التي حررها ديكاميرون. الطاعون خدم بوكاتشيو كمقدمة أخلاقية لتحفته الأدبية، واصفا البؤس المعنوي والموت الذي ساد في المجتمع البشري.

ويتم الاتفاق وتبدأ الرحلة في يوم الأربعاء التالي يتقدمهم الخدم يحملون الطعام ميممين شطر بيت ريفي على مسيرة يومين من فلورنسا «يتوسطه فناء جميل رحب، وأبهاء، وحجرات للاستقبال، وأخرى للنوم، كل واحدة منها ذات جمال، مزدانة بصور تسر النفس، وتحيط بها خمائل وأرض ذات كلأ، وحدائق عجيبة غناء، وعيون ماء بارد زلال، وسراديب ملأى بالخمر الغالي الثمن». وتنام الفتيات والشبان بعد أن يمضي من الليل معظمه، ويفطرون على مهل، ويتنزهون في الحدائق، حتى إذا تعشوا آخر الأمر أخذوا يسلون أنفسهم بالقصص التي تتفق مع هذا الأسلوب من الحياة. وتتفق الجماعة على أن يقص كل فرد من أفرادها العشرة قصة في كل يوم من أيام النزهة، ويقضون في الريف عشرة أيام (ومن ثم اشتق اسم الكتاب من الكلمتين اليونانيتين ديكا همراي أي عشرة أيام) وتكون النتيجة أنك تجد في مجموعة بوكاتشيو المرحة قصة تعارض كل مقطوعة من مقطوعات دانتي المكتئبة المخزنة. وتضع الجماعة قاعدة تحرم على أي عضو من أعضائها «أن ينقل من الخارج أي خبر غير سار».
ويندر أن تكون القصص التي بلغ طول الواحدة منها ست صفحات من ابتكار بوكاتشو نفسه، بل أنه جمعها من المصادر اليونانية والرومانية القديمة، ومن كتاب الشرق ومن أقاصيص العصور الوسطى، والقصص والخرافات الفرنسية، والأقاصيص الشعبية المنتشرة في إيطاليا نفسها. وآخر قصص الكتاب وأوسعها شهرة قصة جريزلدا الصابرة التي بنى عليها تشوسر واحدة من أحسن وأسخف حكايات كانتربري. أما أجمل قصص بوكاتشو فهي القصة التاسعة التي تروي في اليوم الخامس -قصة فدريجو، وصقره وحبه، والتي تحوي من التضحية ما لا يكاد يقل عن تضحية جريزلدا. أما أكثرها فلسفة فهي قصة الخواتم الثلاثة (الكتاب الأول -القصة الثالثة) ومضمونها أن صلاح الدين «سلطان بابل» يحتاج إلى المال فيدعو ملشيزدك اليهودي الثري إلى العشاء معه ويسأله أي الأديان الثلاثة أحسنها-اليهودية أو المسيحية أو الإسلام؟ ويخشى الشيخ اليهودي الحكيم أن يقول ما يعتقد فيجيب عن هذا السؤال بقصة رمزية:
| جيوفاني بوكاتشيو | كان يعيش في الأيام الخالية رجل عظيم الشأن كثير المال، وكان من بين ما عنده من الجواهر الثمينة في كنوزه خاتم عظيم غالي الثمن...وأراد أن يورث هذا الخاتم أبناءه من بعده وأن يبقى عندهم إلى أبد الدهر، فأعلن أن الذي يوجد منهم عند وفاته ممتلكاً للخاتم تنفيذاً لوصيته يجب أن يعترف به وارثاله، وأن يقر له سائر الأبناء بالزعامة والرياسة، وأن يعظموه ويوقروه. واتبع من أوصى له بالخاتم هذه الخطة نفسها مع أبنائه هو، ففعل مثل ما فعل والده. وقصارى القول أن الخاتم أخذ يتنقل من يد إلى يد أجيالاً طوالا حتى وصل آخر الأمر إلى يد رجل له ثلاثة أبناء صالحين فاضلين كلهم مطيعون لأبيهم أحسن إطاعة، ومن أجل هذا كان الأب يسوى بينهم جميعاً في حبه. وكان الأبناء يعرفون قيمة الخاتم وفائدته، ويريد كل منهم أن يكون هو أعظم الثلاثة قدرا بين قومه... ولهذا أخذ كل واحد منهم يرجو أباه-وكان قد بلغ الشيخوخة-أن يوصى له بالخاتم... ولم يكن ذلك الرجل الصالح يدري كيف يختار من بين أبنائه من يفضله على أخويه فيوصى له بالخاتم، ففكر ... في أن يرضيهم هم الثلاثة وعهد في السر إلى صانع ماهر أن يصنع له خاتمين آخرين يشبهان الخاتم الأول شبها يكاد يعجز معه هو نفسه عن أن يعرف أيهل الحقيقي وأيها المقلد. فلما قربت منيته أعطى كل واحد من أبنائه خاتمه سراً، فلما مات الأب واراد كل واحد من الأبناء أن يرث المال والشرف دون غيره من أخويه أظهر خاتمه يؤيد به حقه. وإذا كانت الخواتم الثلاثة متشابهة كل الشبه فقد كان من غير المستطاع معرفة الخواتم الثلاثة متشابهة كل الشبه فقد كان من غير المستطاع معرفة الخاتم الأصيل. وتأجل من ثم الفصل في أي الثلاثة يرث أباه، ولا يزال ذلك مؤجلا حتى الآن. وكذلك أقول لك يا مولاي: إن كل شعب من الشعوب الثلاثة يرى أنه هو الذي يرث من الله شريعته الحقه ووصاياه من بين الشرائع الثلاثة التي أنزلها الله أبو الخلق على هذه الشعوب. أما أي شعب منها هو صاحب هذه الشريعة وتلك الوصايا فإن هذا لم يعرف بعد، وشأن ذلك شأن الخاتم سواء بسواء. | جيوفاني بوكاتشيو |

وتوحي هذه القصة بأن بوكاتشو وهو في السابعة والثلاثين من عمره لم يكن مسيحياً متعصباً لمسيحيته. وخليق بنا أن نوازن بينه وبين تعصب دانتي وما قاله عن النبي محمد ﷺ. وفي القصة الثانية من قصص ديكاميرون نرى اليهودي يحنات يعتنق الدين المسيحي بعد اقتناعه بالحجة التي أوردها فلتير وهي أن المسيحية دين منزل من عند الله ما في ذلك شك، لأنها قد بقيت بعدما فشا بين رجال الدين من فساد في الأخلاق، وارتشاء، وبيع للمناصب الدينية. ويسخر بوكاتشيو بالنسك، والطهارة، والاعتراف الديني، والمخلفات المقدسة، والقساوسة، والرهبان، وجماعات الإخوان، والراهبات، وإضفاء صفة القداسة على الصالحين. ويرى أن الكثرة الغالبة من الرهبان قوم مراءون منافقون، ويسخر من "البلهاء " الذين يقدمون لهم الصدقات (الكتاب السادس، القصة العاشرة). وتحدثنا واحدة من أكثر قصصه مرحاً عن الراهب تشيبالا وكيف أراد أن يجمع مبلغاً كبيراً من المال فوعد مستمعيه أن يعرض عليهم "أثرا مقدسا أعظم التقديس، وهو ريشة من ريش الملاك جبريل بقيت في حجرة مريم العذراء بعد أن بشرها بمولد المسيح (الكتاب السادس القصة العاشرة). أما أكثر هذه القصص بذاءة وفحشا فهي التي تروى كيف أشبع الشاب ماستو الشَّبِق شهوة دير للنساء بأكمله (الكتاب الثالث-القصة الأولى). وفي قصة أخرى يروى بوكاتشيو كيف زنى الراهب رينالدو بزوجة رجل، ثم يسأل راوي القصة: "ومَن مِن الرهبان لا يفعل هذا " (الكتاب السابع القصة الثالثة).

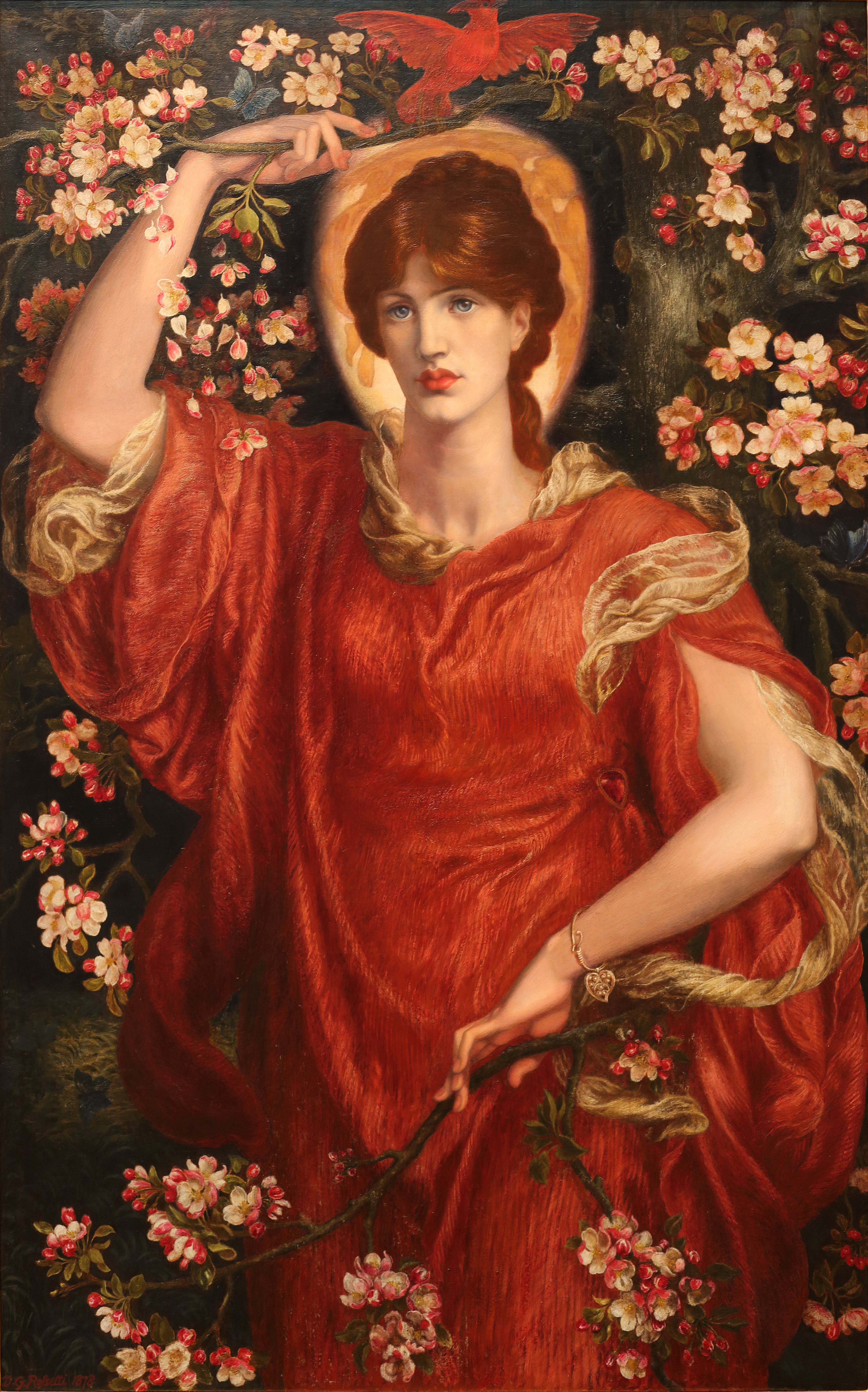
رؤية فيميتا, رسم زيتي, دانتي جابرييل روزيتي في 1878

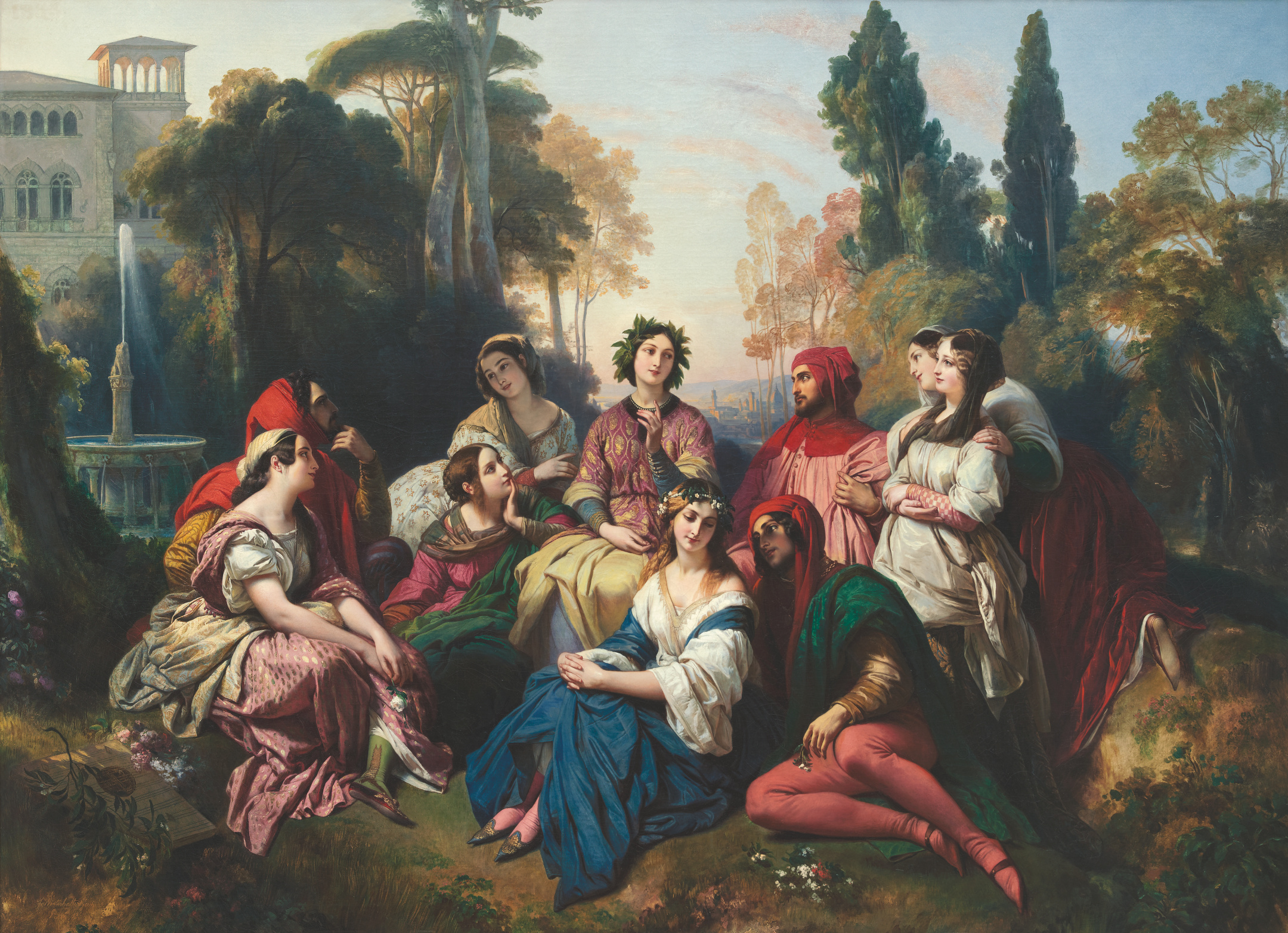
الديكاميرون, رسم زيتي 1937 من قبل فرانز خافيير ونترهالتر

وتظهر السيدات في كتاب ديكاميرون شيئا من الحياء حين يستمعن إلى هذه القصص، ولكنهن يستمتعن بما تحويه من فكاهة شبيهة بفكاهة رابليه وتشوسر. وتقص فلومينا، وهي فتاة ذات آداب راقية، قصة رينالدو، ويقول بوكاتشيو في أسوأ صورة من صوره إن «السيدات كن في بعض الأحيان يواصلن الضحك زمنا يكفي لخلع أسنانهن جميعها». ويرجع هذا النحو الذي نحاه بوكاتشيو في قصصه إلى أنه قد نشأ وسط مرح نابلي الطليق، وأنه إذا ما فكر في الحب كان في أغلب الأحيان يفكر في معناه الشهواني، أما حب الفروسية والشهامة فكان يسخر منه، وكان موقفه من دانتي كموقف سانكو بانزا من دون كيشوت. ويبدو أنه كان يؤمن بالحب الطليق مع أنه قد تزوج مرتين. وتراه بعد أن يقص نحو عشرين قصة لا يصح أن يتحدث بها البوم بين جماعة من الذكور ينطق أحد الرجال بعبارة يقولها للسيدات : «لم ألاحظ قط أي عمل، أو لفظ، أو كلمة، أو أي شئ ناب صدر منكن أو من الرجال». ويعترف المؤلف في ختام كتابه بصحة بعض ما يوجه من النقد إلى ما في الكتاب من فحش وخاصة «لأني قلت الحق عن الرهبان في مواضع كثيرة». وهو في الوقت ذاته يهنئ نفسه على ما بذله من «جهد طويل أتم فيه عمله على أكمل وجه بمعونة الله».

### الأثر

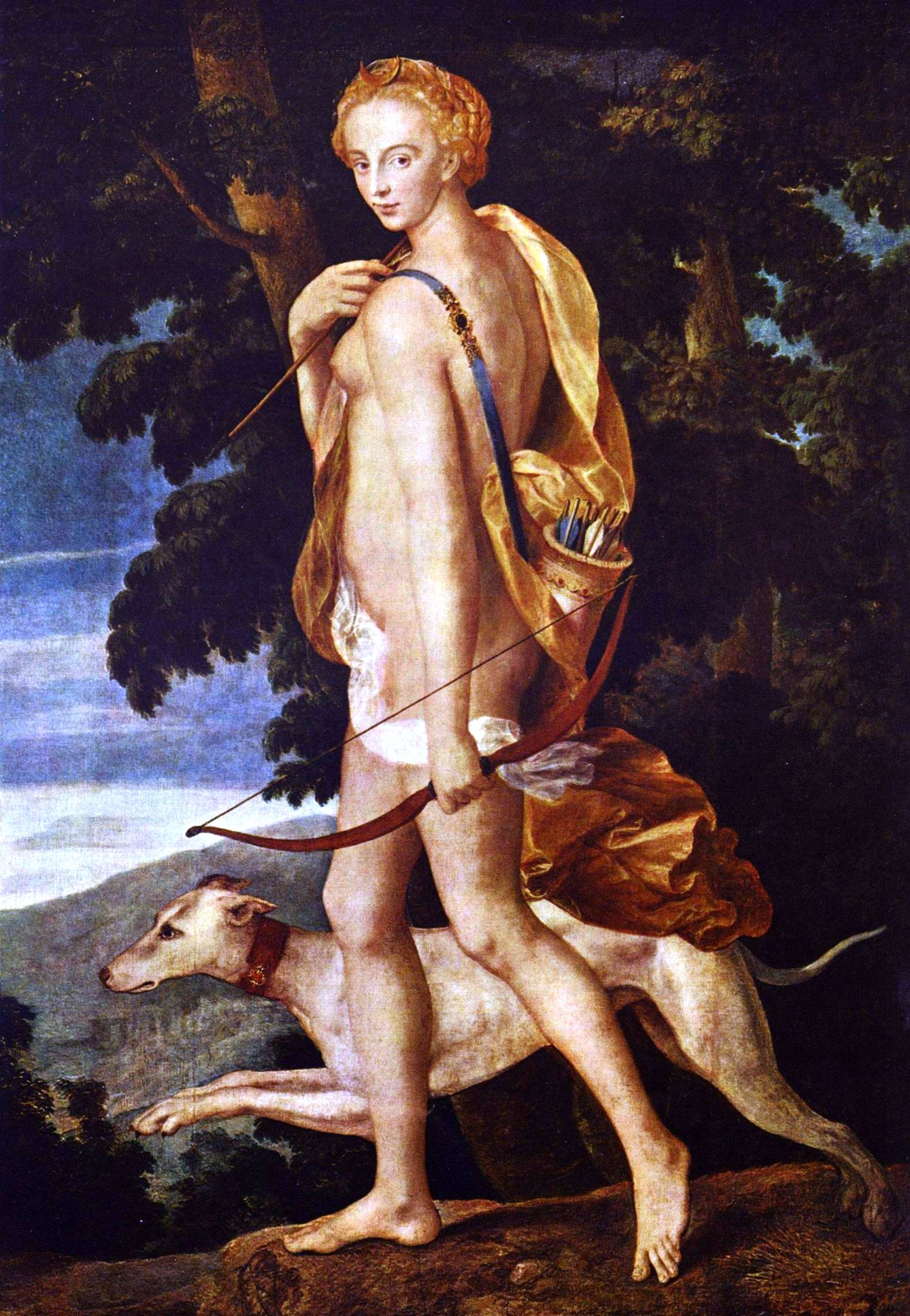
ديانا الصيادة (معلم مدرسة فونتينبلو).

ولا يزال ديكاميرون من روائع الأدب العالمي، ويرجع سبب شهرته إلى أخلاقه أكثر مما يرجع إلى نفسه، ولكنه حتى لو خلا من ما يجافى الخلق الكريم لكان مع ذلك خليقا بالبقاء. وليس في بناء الكتاب شئ من النقص- وهو يسمو من هذه الناحية على كتاب حكايات كانتربري. وقد ارتفع نثره بالأدب الإيطالي إلى مستوى لم يسم عليه قط، وهو نثر قد يكون في بعض الأحيان معقداً أو مزخرفاً، ولكنه في معظمها بليغ، جذل، لاذع، مطرب، صاف صفاء النبع الجبلي. إنه كتاب في حب الحياة، وقد استطاع بوكاتشيو في غمرة أكبر كارثة حلت بإيطاليا في مدى ثمانين عاما أن يجد في نفسه من الشجاعة ما يستطيع به أن يرى الجمال، والفكاهة، والطيبة، والمرح لا تزال تمشي على الأرض، وتراه في بعض الأحيان ساخراً كما تبين ذلك في هجوه الخالي من الشهامة للنساء في الكرباتشيو، لكنه كان في ديكاميرون شبيها بربليه في ضحكه العالي ومرحه، يتقبل ما تعطيه الحياة إياه وما تأخذه منه، ويرضى منها ومن الحب بمتاعبها وسقطاتهما. ولقد شهد العالم نَفْسه مصورا في الكتاب رغم ما فيه من مغالاة ومن صور هزلية. ولقد ترجم إلى جميع اللغات الأوربية، ونقل هانس زاكس ولسنج، وموليير ولافونتين، وتشوسر، وشكسبير نقل هؤلاء كلهم صحفا منع أعجبوا بها كل الإعجاب. وسيظل الكتاب متعة للقراء بعد أن يكون جميع شعر بترارك قد انطوى في عالم الكتب التي يمدحها الناس ولا يقبلون على قراءتها.

## سنواته اللاحقة

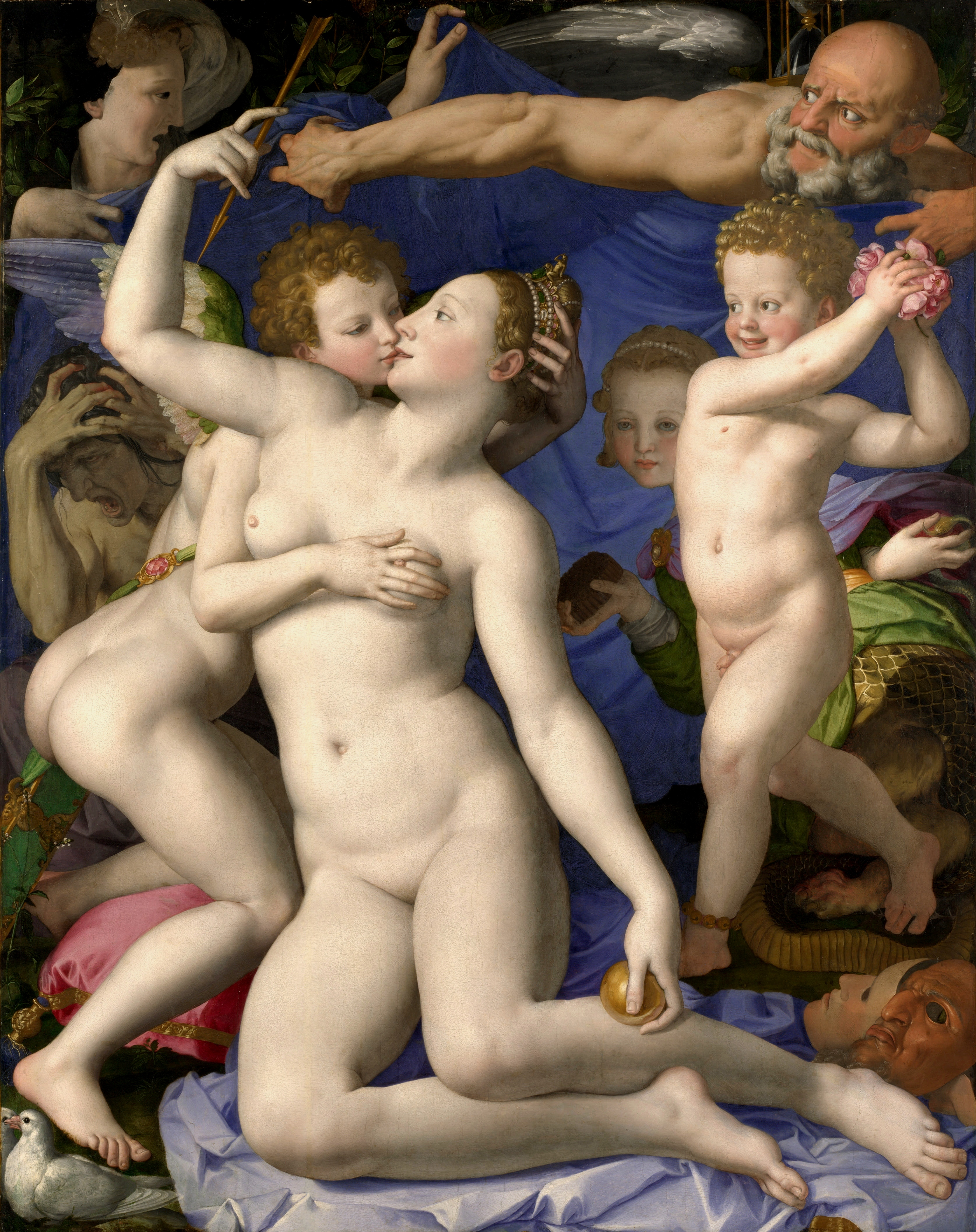
أنتصار فينوس, من قبل أنجيلو برونزينو.

وكان بوكاتشيو وقتئذ في حالة نفسية تجعله يندم على كتابة ديكاميرون أو القصائد الشهوانية التي قالها في أيام شبابه. وكان أحد الرهبان قد بعث وهو يحضر إلى بوكاتشيو رسالة يؤنبه فيها على حياته الآثمة وعلى قصصه المرحة، وينذره، إذا لم يعجل بالتوبة ويصلح حاله، بالموت العاجل والعذاب المقيم في نار جهنم. ولم يكن بوكاتشيو في وقت من الأوقات يصبر على التفكير الطويل، وكان يقبل أوهام زمانه وما يؤمن به أهله من معرفة الطالع والتنبؤ بالمستقبل عن طريق الأحلام، ويؤمن بوجود آلاف الشياطين، ويعتقد أن أينياس قد زار الجحيم بحق.
وأخذ يجمع بتحريض بترارك المخطوطات القديمة، وأنقذ من النسيان الكتب من 11 إلى 16 من الحوليات والكتب من 1 إلى 5 من التواريخ لتاستس وكانت وقتئذ في مكتبة مونتي كاتشيو، وأعاد نصوص ماريتال وأوسنيوس، وحاول أن يقدم هوميروس إلى العالم الغربي. وكان بعض العلماء في أثناء عصر الإيمان قد ظلوا على علم باللغة اليونانية، أما في أيام بوكاتشيو فقد كادت هذه اللغة تختفي اختفاء تاما من غربي أوروبا ما عدا جنوبي إيطاليا الذي كان وقتئذ نصف يوناني. ثم شرع بترارك في عام 1342 يدرس اللغة اليونانية على راهب من كلابريا يدعى بارلام. ولما خلت إحدى اسقفبات كلابريا من راعيها أوصى بترارك بأن يختار لها بارلام، وأخذ بوصيته، فلما سافر الراهب إلى مقر عمله انقطع بترارك عن دراسة اللغة اليونانية لأنه لم يجد لها مدرسا، أو كتابا في النحو، أو معجما، ذلك بأن هذه الكتب لم يكن لها وجود باللغة اللاتينية أو الإيطالية. ثم التقى بوكاتشيو في عام 1359 بتلميذ لبارلام في ميلان يدعى ليون بيلاتس، فدعاه للمجيء إلى فلورنسا، وأقنع جامعتها- وكانت قد أسست قبل أحد عشر عاما من ذلك الوقت، بأن تنشئ فيها لبيلاتس كرسيا للغة اليونانية. وتبرع بترارك بجزء من مرتب الأستاذ، وبعث بنسخ من الإلياذة والأوديسية إلى بوكاتشيو، وكلف بيلاتس بترجمتها إلى اللغة اللاتينية. وتعطل العمل مرة بعد مرة وورط بترارك في مراسلات متعبة، وكان يشكو من أن رسائل بيلاتس أطول وأجف من ذقنه نفسها على طولها وجفافها، ولم يتحرك بيلاتس لإنجاز العمل إلا بمساعي بوكاتشيو. وكانت هذه الترجمة النثرية الخالية من الدقة هي الترجمة اللاتينية الوحيدة التي تعرفها أوروبا لملحمتي هوميروس في القرن الرابع عشر.

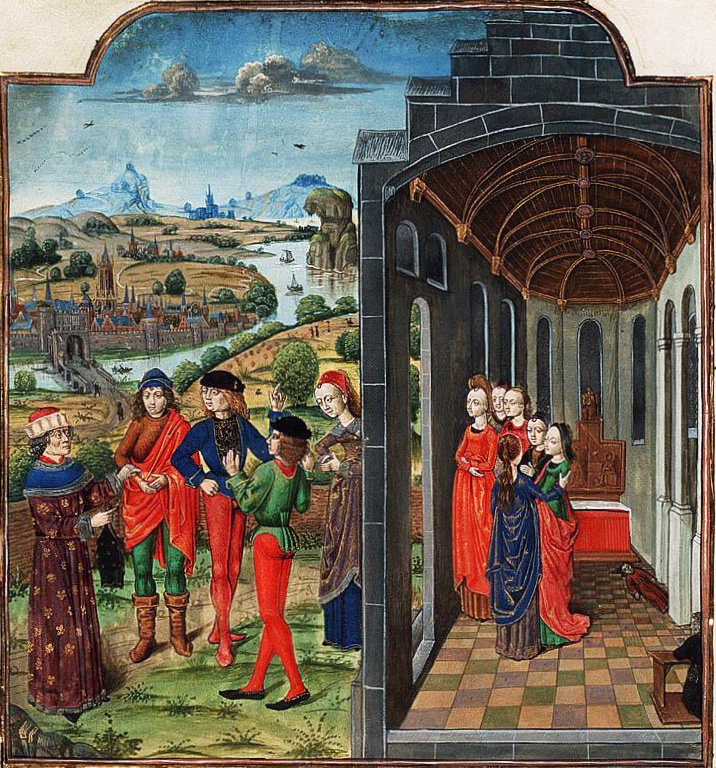
جوفاني بوكاتشو وفلورنسيون هربوا من الطاعون.

وكان بيلاتس في خلال هذا الوقت قد علم بوكاتشيو من اللغة اليونانية ما يكفيه لقراءة الآداب اليونانية القديمة قراءة عاجزة. وكان بوكاتشيو نفسه يعترف بأنه لا يستطيع أن يقرأ النص إلا قراءة ضعيفة، ولكنه وصف ما قرأه بأنه يبلغ من الجمال حدا لا يستطيع وصفه. وألهمته هذه الكتب كما ألهمه بترارك نفسه، فخصص ما بقى من جهوده الأدبية كلها تقريبا لأن يعرف أوروبا اللاتينية بأدب اليونان، وأساطيرهم، وتاريخهم. فنشر سلسلة من التراجم القصيرة سماها في حظوظ مشهوري الرجال من آدم إلى جون ملك فرنسا، وروى في النساء النابهات قصص شهيرات النساء من حواء إلى جوانا الأولى ملكة نابولي، وفي كتاب الجبال والغابات والعيون، الخ ثبتا مرتبا حسب الحروف الهجائية بأسماء الجبال، والغابات، والعيون، والأنهار، والبحيرات التي ورد ذكرها في الأدب اليوناني، ثم وضع كتيبا في الأساطير اليونانية سماه في تسلسل الأنساب. وقد بلغ من انهماكه في موضوعه أن كان يسمى إله المسيحيين جوف، والشيطان بلوتو، ويتحدث عن الزهرة (فينوس) والمريخ كأنهما شخصان حقيقيان كمريم والمسيح. وتبدو هذه الكتب في هذه الأيام مملة ثقيلة لا تطاق، كتبت بلغة لاتينية رديئة وليس فيها كثير من العلم، ولكنها كانت في زمانها كتبا دراسية لطلاب اللغة اليونانية، وكان لها شأن ايما شأن في تهيئة أسباب النهضة.
وهكذا خرج بوكاتشيو من نزق الشباب إلى وقار الشيوخ، واستخدمته البندقية بين الفينة والفينة في بعض شئونها الدبلوماسية، فأرسلته في مهمات سياسية إلى فورلي، وأفنيون ورافنا، والبندقية. وضعف جسمه حين بلغ سن السنين واصيب بالقوباء الجافة و «أمراض لا أعرف كيف أحصيها». وعاش في تشرتلدو إحدى أرباض فلورنسا عيشة ضنكا يشكو آلام الفاقة. ولعل رغبة بعض أصدقاء بوكاتشيو في أن يقدموا له بعض المعونة المالية هي التي حدت بهم إلى أن يقنعوا أمير فلورنسا بأن ينشئ في عام 1373 كرسيا لدراسة دانتي، وأن يوظف لبوكاتشيو مائة فلورين (2500 دولار) ليلقى سلسلة من المحاضرات عن دانتي في الباديا. لكن صحته وهنت قبل أن يتم المنهج المقرر، فعاد إلى تشرتلدو وقد وطن نفسه على ملاقاة الموت.
وكان بترارك قد كتب عن نفسه يقول: «أحب أن يجدني الموت مستعداً للقائه أكتب أو، إذا شاء المسيح، أصلي وابكي». وقد أجاب الله دعاءه فوجده في يوم عيد ميلاده المتمم للسبعين وهو اليوم العشرون من شهر يوليه عام 1374 مكباً بوجهه على كتاب يبدو كأنه نائم ولكنه في الحقيقة ميت. وقد ترك في وصيته خمسين فلورينا يشتري بها رداء لبوكاتشيو يتقي به البرد في ليالي الشتاء الطويلة. ومات بوكاتشيو أيضا في اليوم الحادي والعشرين من ديسمبر عام 1375 وهو في الحادية والستين من عمره. وأقفرت إيطاليا بعد وفاته من كبار الأدباء حتى نبتت البذور التي زرعوها وأينعت وآتت أكلها.

### أبنائه

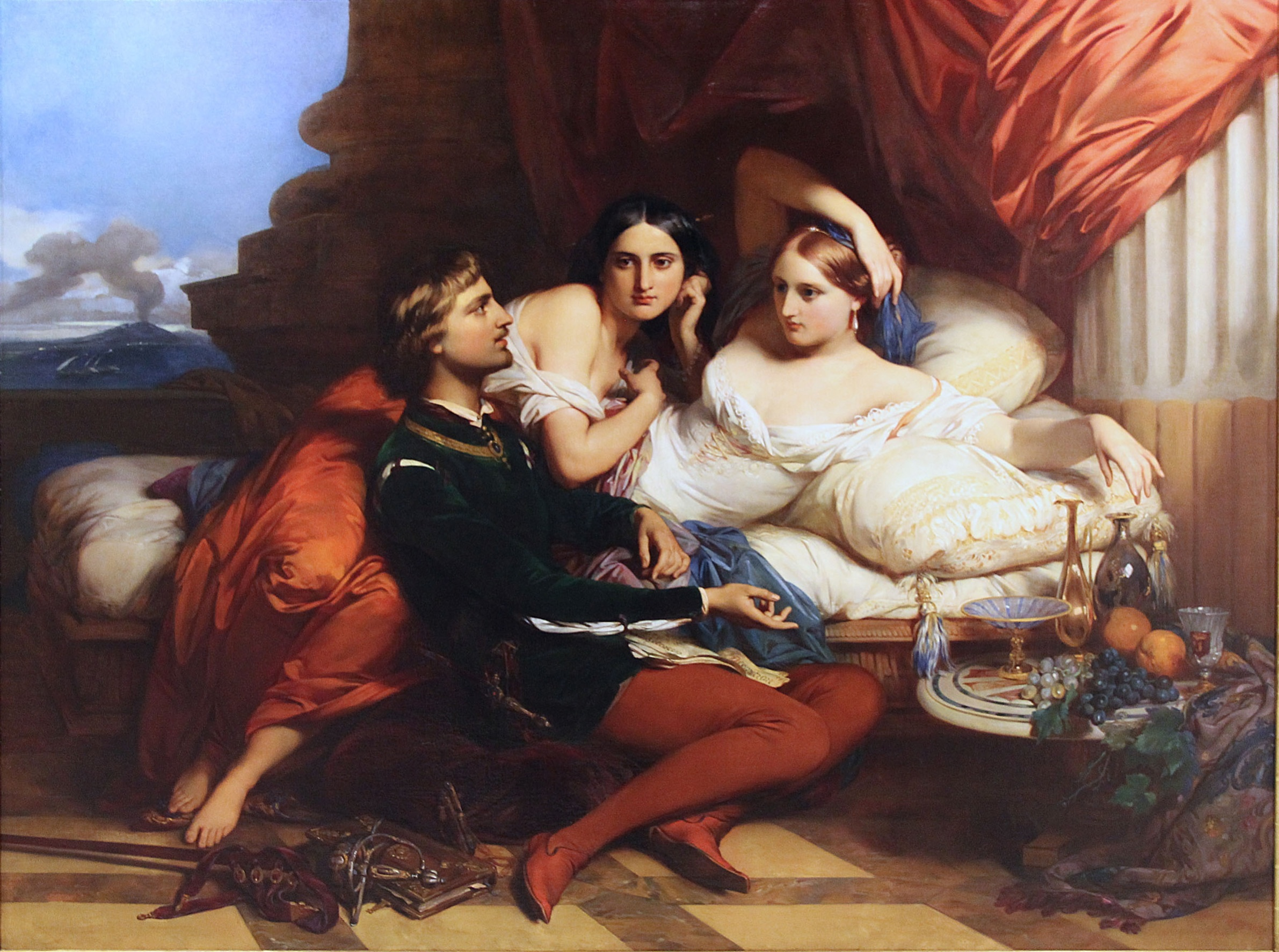
"بوكاتشو يقرأ من ديكاميرون للملكة جوانا من نابولي"، بريشة غوستاف فابرز، (1803-1874)، المتاحف الملكية للفنون الجميلة، بروكسل، بلجيكا.

لم يتزوج بوكاتشو، ولكن أنجب ثلاثة أطفال. فقد ولد ماريو وجوليو في عقد 1330. وفي عقد 1340، فيولنته وُلِدت في رافنا، حيث كان بوكاتشو ضيفاً على اوستازيو الأول دا بولنتا من نحو 1345 حتى 1346.

## الأعمال
Alphabetical listing of selected works,
- Amorosa visione (1342)
- Buccolicum carmen (1367–1369)
- Caccia di Diana (1334–1337)
- Comedia delle ninfe fiorentine (Ninfale d'Ameto, 1341–1342)
- Corbaccio (around 1365, this date is disputed)
- De Canaria (within 1341 - 1345)
- De Casibus Virorum Illustrium (c.1360). Facsimile of 1620 Paris ed., 1962, Scholars' Facsimiles & Reprints, ISBN 978-0-8201-1005-9.
- De mulieribus claris (1361, revised up to 1375)
- ديكاميرون (1349–52, revised 1370-1371)
- Elegia di Madonna Fiammetta (1343–1344)
- Esposizioni sopra la Comedia di Dante (1373–1374)
- Filocolo (1336–1339)
- Filostrato (1335 or 1340)
- Genealogia deorum gentilium libri (1360, revised up to 1374)
- Ninfale fiesolano (within 1344-46, this date is disputed)
- Rime (finished 1374)
- Teseida delle nozze di Emilia (before 1341)
- Trattatello in laude di Dante (1357, title revised to De origine vita studiis et moribus viri clarissimi Dantis Aligerii florentini poetae illustris et de operibus compositis ab eodem)
- Zibaldone Magliabechiano (within 1351-1356)

See Consoli's bibliography for an exhaustive listing